# 長野県岡谷東高等学校
長野県岡谷東高等学校（ながのけん おかやひがしこうとうがっこう）は、長野県岡谷市南宮二丁目にある公立高等学校。
文化祭は「東高祭」と称し、その名称は校名に由来する。
女子の制服は、1954年（昭和29年）に制定された、3本のブルーラインのセーラー服。
2006年に長野県岡谷南高等学校との統合計画が提起されたが、地域等の反対の声が大きく、県議会で否決され、凍結状態になっている。

## 沿革
- 1912年4月11日 - 諏訪郡平野村立農蚕学校（現在の岡谷工業高等学校）が開校。
- 1913年3月29日 - 農蚕学校に女子部を併設。
- 1915年11月10日 - 平野農蚕学校女子部を廃止し、村立平野実科高等女学校を設置。
- 1920年6月21日 - 高等女学校令改正により、村立平野実科高等女学校が村立平野高等女学校に改称。
- 1926年4月 - 長野県に移管し、長野県平野高等女学校に改称。
- 1929年4月 - 長野県諏訪第二高等女学校に改称。
- 1931年4月 - 家政科（修業年限1年）を設置。
- 1936年8月 - 岡谷市の誕生により、長野県岡谷高等女学校に改称。
- 1942年 - 岡谷高等家政女学校を設置。
- 1943年3月 - 家政科を廃止。
- 1943年 - 岡谷高等家政女学校を廃止し、岡谷市立高等女学校を設置。
- 1948年4月1日 - 学制改革により、長野県岡谷高等女学校が長野県岡谷東高等学校に、岡谷市立高等女学校が岡谷北高等学校となる。岡谷東高等学校に定時制課程及び分校を設置（川岸、湊、長地）。
- 1949年3月31日 - 岡谷北高等学校を長野県に移管、長野県岡谷北高等学校となる。
- 1949年4月 - 長野県岡谷北高等学校を統合。被服課程を併設。
- 1957年4月 - 定時制課程を長野県岡谷竜上高等学校として分離。
- 1961年3月 - 被服課程を廃止。
- 1987年4月 - 男女共学を実施。
- 1999年4月 - コース制を導入（健康スポーツ、総合、進学）。
- 2006年9月15日 - 長野県岡谷南高等学校との統合案を県議会が否決。

## 教育目標
- 人間尊重の精神に徹し、自ら考える力と、創造的な知性、及び実践力を養い、調和のとれた人間の育成を目ざす。

- 『自主・自律の精神に徹する』

- 『真摯な態度で自己目標の実現に努める』

## 出身者
- 市川笑野 - 歌舞伎役者
- 市川右太六 - 歌舞伎役者
- 鳳巳乱 - 漫画家
- 渋木綾乃 - 1964年東京五輪代表バレーボール選手
- 田中千景 - トリノ五輪代表ショートトラックスピードスケート選手、教員
- 酒井裕唯 - バンクーバー五輪代表ショートトラックスピードスケート選手
- 野村千春 - 洋画家、児童文学者巽聖歌夫人
- 林郁 - 作家
- 宮坂謡子 - タレント
- 宮原麗子 - 洋画家
- 矢﨑明子 - 邦楽演奏家

## 校章
- 岡谷市の市章の円形の赤地に金波を配し、4時の位置に高の文字。

## 校歌・応援歌
- 校歌（作詞：窪田茂喜 作曲：高橋広忠）

## 最寄駅
- 東日本旅客鉄道中央本線：岡谷駅